# A・J・ジェンキンス
アルフレド・アロンソ・ジェンキンス（Alfred Alonzo Jenkins、1989年9月8日- ）は、アメリカ合衆国フロリダ州ジャクソンビル出身のアメリカンフットボール選手。NFLの2チームでプレーした。ポジションはワイドレシーバー。

## 経歴
イリノイ大学で、2008年から2010年までの3シーズンで、レシーブで1,156ヤード、リターンで694ヤードを稼いだ。
2009年、試合中、サイドラインでステイショナリーバイクに乗って、アンスポーツマンライクコンダクトの反則を取られた。
2011年10月1日、ノースウェスタン大学戦で12回のキャッチで268ヤードを獲得、3TDの活躍を見せた。レシーブでの268ヤード獲得は大学記録であり、ビッグ・テン・カンファレンス史上でも歴代4位の記録であった。この年90レシーブで、1,276ヤード、8TDをあげて、カンファレンスのファーストチームに選ばれた。
NFLスカウトコンバインでは、40ヤード走で4秒39を出した。
2012年のNFLドラフト1巡全体30位でサンフランシスコ・フォーティナイナーズに指名された。セントルイス・ラムズが2巡全体33位で彼を指名する可能性があることから、ナイナーズが1巡で指名したと考えられたが、この指名には疑問の声があがった。6月12日、13日のミニキャンプでは精彩を欠いた。6月20日、4年契約を結んだ。
カイル・ウィリアムズ、マリオ・マニンガムが負傷しシーズン絶望となった後の終盤3試合にのみ出場、わずか37回のスナップでのみプレー、パスターゲットとなることわずか1回で、レシーブできず、レシーブ0回でシーズンを終えた。
2013年8月19日、2011年のドラフト1巡でカンザスシティ・チーフスに入団したWRジョン・ボールドウィンとトレードされ、前年までナイナーズに所属したアレックス・スミスと再びチームメートとなった。9月19日のフィラデルフィア・イーグルス戦で初キャッチをあげた。これは彼がドラフトされてから511日目のことであった。
チーフスでは2シーズンで17回のレシーブにとどまり、2015年2月17日に解雇された。5月26日にダラス・カウボーイズと契約したが、シーズン開幕直前の9月5日に解雇された。